# میروئنیا د لس اینفانسنس
میروئنیا د لس اینفانسنس دهستانی در استان آبیلای اسپانیا است.
در این دهستان ۱۷۵ نفر زندگی می‌کنند. مساحت این دهستان ۳۱٫۳۶ کیلومتر مربع است.